# 哈米什·邦德
哈米什·邦德（英語：Hamish Bond，1986年2月13日—），新西兰男子赛艇运动员。他曾代表新西兰参加2008年、2012年、2016年和2020年夏季奥林匹克运动会赛艇比赛，获得三枚金牌。